# Passalus interruptus
Passalus interruptus is een keversoort uit de familie Passalidae. De wetenschappelijke naam van de soort werd in 1758 als Scarabaeus interruptus gepubliceerd door Carl Linnaeus. Een exemplaar van de kever bevond zich in de collectie van Louisa Ulrika van Pruisen, die door Linnaeus wordt aangehaald als 'M.L.U.' (Museum Ludovicae Ulricae). De soort is bekend uit Panama en Frans-Guyana.